# Zebecke
Zebecke község Zala vármegyében, a Lenti járásban, a Zalai-dombság területén, a Göcsejben.

## Fekvése
Zebecke a Zalai-dombság délnyugati részén, a Cserta partján, Lentitől 15 kilométerre keletre fekszik. A község a Nova–Csömödér közti 7547-es út mentén található; a 7548-as út pedig Ortaházán keresztül Pákával biztosítja az összeköttetését. Zebeckére Lenti és Nova irányából járnak autóbuszok. A falutól nem messze található Ortaháza vasúti megállóhelye, a Rédics–Zalaegerszeg-vasútvonalon.
A település közelében két tektonikai süllyedék metszi egymást. Az egyik az észak-déli irányú, jellegzetesen menedékes völgy, mely a Göcsej területét választja ketté. Ebben folyik a Közép-Zala vizeit összegyűjtő Cserta. A másik, az északkelet-délnyugati irányú, széles talpú völgy – a Zalai-dombság zömét határolja le a Göcsej vidékétől – valamikor, a vízrendezés előtt mocsaras, lápos vidék volt. Lassú folyású vize, a Berek-patak völgyi vízválasztóval különül el a Tófej magasságában egy másik meridionális völgyben húzódó Felső-Válickától.

## Története
Első okleveles említése 1328-ból való. Már 1389-ben a falu Páka filiája, a feljegyzés szerint Alsó- és Felső-Sebechke településeket említenek.
A területet 1399-ben, valószínű Zebeckét is, a Bánffyak szerzik meg. A Mátyás halála utáni időben változik a tulajdonosa, 1496-ban az Erdődy-család szerezte meg, s a hódoltság korában is a kezükben maradt.
A török időben meglehetősen gyakran szenvedte a falu lakossága a portyázó csapatok erőszakoskodásait. A közeli Páka és Szécsisziget palánkja ugyan megvédte az oda menekülőket és a mocsár is védelmet nyújtott, mégis csökkent a lakosság.
Az utolsó Bécs elleni török hadjárat idején a fő erőket támogató hordák feldúlták. A mocsaras helyen levő falut, melyet „Szebeczky” néven említenek 1690-ben Eszterházy nádor birtokolta. A pusztává vált községet csak ekkor kezdték újjáépíteni. Török földesura Hagida Zed volt, neki évi 8, a szultánnak 5 forintot fizettek, ezen kívül természetben is adóztak és hosszú fuvarral, Kanizsára való szállítással is tartoztak.
Kissziget és Zebecke együttese területe 135 hold szántó volt, melyből 78 volt művelve, a többi puszta, műveletlen föld volt.
1778-ban a szombathelyi püspökség canonica visitato jelentése 134 hivőt számolt meg a pákai plébánia filiájában, az összes lakos 246 fő volt, mind magyar ajkú.
A földek rosszak, nedvesek, a Cserta áradása gyakran károsítja. Akkoriban több száz fűzfát ültettek a vizenyős területek hasznosítására.
A 19. század végén építették meg a falu határát is érintő vasutat. Ez egyrészt javított a falu közlekedési-szállítási helyzetén, másrészt a lakosság mobilitását is növelte.
A modern közigazgatás megszervezése után előbb, a novai járáshoz tartozó kisközség, a pákai körjegyzőséghez tartozott, 1922-ben, amikor az ortaházait megszervezték, Zebeckét ide csatolták. A község arculata a története folyamán sokat változott, mégis a mai napig megfigyelhető a 20. század eleji magyar falu településszerkezete.

## Közélete

### Polgármesterei
- 1990–1994: Varga Imre (független)[3]
- 1994–1998: Varga Imre (független)[4]
- 1998–2001: Varga Imre (független)[5]
- 2001–2002: Varga Imre (független)[6][7]
- 2002–2006: Varga Imre (független)[8]
- 2006–2010: Varga Imre (független)[9]
- 2010–2014: Varga Imre (független)[10]
- 2014–2016: Varga Imre (független)[11]
- 2016–2019: Kereszturi József (független)[12]
- 2019–2024: Kereszturi József (független)[13]
- 2024– : Kereszturi József (független)[1]

A településen 2001. december 9-én időközi polgármester-választást (és képviselő-testületi választást) tartottak, az előző képviselő-testület önfeloszlatása miatt.
2016. június 5-én ismét időközi polgármester-választást tartottak Zebeckén, ezúttal az előző polgármester halála miatt.

## Népesség
A település népességének változása:
| Lakosok száma | 66   | 65   | 72   | 50   | 60   | 61   | 59   |
|               | 2013 | 2014 | 2015 | 2021 | 2022 | 2023 | 2024 |

A 2011-es népszámlálás idején a nemzetiségi megoszlás a következő volt: magyar 80%, cigány 12,3%, német 6,15%. A lakosok 71%-a római katolikusnak vallotta magát (26,1% nem nyilatkozott).
2022-ben a lakosság 78,3%-a vallotta magát magyarnak, 10% németnek, 1,7% cigánynak, 1,7% szlovénnek (15% nem nyilatkozott; a kettős identitások miatt a végösszeg nagyobb lehet 100%-nál). Vallásuk szerint 70% volt római katolikus, 3,3% evangélikus, 1,7% egyéb katolikus, 3,3% felekezeten kívüli (21,7% nem válaszolt).

## Nevezetességei
- Harangláb
- A falu modellje a zalaegerszegi Göcsej Múzeumban